# بازگشت به صهیون
بازگشت به صهیون (عبری: שִׁיבָת צִיּוֹן or שבי ציון‎) رویدادی است که در عزرا-نحیما از کتاب مقدس عبری ضبط شده‌است، که در آن یهودیان از پادشاهی یهودا—اسیران یهودی در بابل مستقر در امپراتوری بابل نو— به دنبال سقوط بابل آزاد شدند. پس از آزادی آنها، پادشاه ایران کوروش بزرگ اعلامیه‌ای به نام فرمان کوروش صادر کرد که به یهودیان آزاد شده تبعید شده از پادشاهی یهودا امکان بازگشت به اورشلیم و یهودیه را داد که به عنوان یهود مدینه زیر شاهنشاهی هخامنشی شروع به کار کرده بود.

## تبعید بابلی
امپراتوری نو-بابلی تحت حکومت نبوکدنصر دوم پادشاهی یهودا را بین ۵۹۷–۵۸۶ پ.م. اشغال کرد. ارتش بابل هیکل سلیمان را در اورشلیم ویران کرده بود. طبق کتاب مقدس عبری، پادشاه پادشاهی یهودا، صدقیا بود. مجبور به تماشای ذبح دو پسر خود شد و پس از آن، چشمانش را بیرون انداختند و به بابل (دولت‌شهر) تبعید کردند (دوم پادشاهان 25).

## بازگشت به صهیون
طبق کتب عزرا-نحیما چند دهه بعد در سال ۵۳۸ پیش از میلاد، یهودیان ساکن بابل به فرمان کوروش اجازه یافتند به سرزمین یهودا بازگردند. در ابتدا، حدود ۵۰۰۰۰ یهودی به دنبال فرمان کوروش همان‌طور که در عزرا شرح داده شد به سرزمین یهودا بازگشتند، در حالی که بیشتر آنها در بابل ماندند. بعدها، تعداد نامعلومی از تبعیدیان همراه عزرا از بابل بازگشتند.بازگشت تبعید شدگان به یهودا طی ۱۱۰ سال آینده به عنوان بازگشت به صهیون شناخته می‌شود، رویدادی که از آن زمان تاکنون یهودیان از آن الهام گرفته‌اند.

### یهود مدینه
بازگشت کنندگان در جایی که به نام یهود مدینه یا یهود معروف شد، ساکن شدند. یهود مدینه یک استان یهودی خودمختار تحت حکومت شاهنشاهی هخامنشی بود که حتی ضرب سکه (یهودیان) خود را با سه حرف Y-H-D منتشر کردند.

## حساب کتاب مقدس
بر اساس کتاب‌های عزرا – نحمیا در کتاب مقدس عبری بازگشت به صهیون در سه موج رخ داد: موج‌های زروبابل، عزرا و نحمیا. در انجیل‌های انگلیسی، کتاب‌های عزرا – نحمیا معمولاً به دو قسمت تقسیم می‌شوند، و کتاب نحمیا به عنوان کتابی جداگانه از عزرا ظاهر می‌شود، اما در سنت عبری، آنها یک کتاب هستند، با عنوان عزرا و نحمیا صرفاً قسمت دوم عزرا است. کتاب عزرا از سه مرحله متمایز در بازگشت و چالش‌ها و مشکلات عملی که بازگشت کنندگان در هر مرحله با آن روبرو بودند، می‌گوید. همه یهودیان بین‌النهرین علاقه ای به بازگشت به صهیون نداشتند.

### بازگشت زروبابل
نخستین مهاجرتی که در کتاب عزرا نقل شده‌است، مهاجرت زروبابل است که شامل ۴۲۳۶۰ نفر می‌شود، بدون احتساب خدمتکاران و کنیزان. در این میان ۲۴۱۴۴ مرد عادی (۵۷٫۰۰ درصد) و ۱۲۴۵۲ زن و کودک (۲۹٫۴۰ درصد) بودند. همچنین ۴۲۸۹ کوهن (۱۰٫۱۳٪)، ۷۴ عام لاویان (۰٫۱۷٪)، ۱۲۸ خواننده (۰٫۳۰٪)، ۱۳۹ دروازه‌بان (۰٫۳۳٪) (خوانندگان و دروازه بانان نقش‌های خاص لاویان در معبد مقدس در اورشلیم که از نسلی به نسل دیگر منتقل شده بود، ۳۹۲ نتینیم (۰٫۹۳٪)، و ۶۵۲ نفر که نمی‌توانستند خانه پدری و اصل و نسب خود را بگویند (۱٫۵۴٪). ۹۰ نفر دیگر (۰٫۲۱٪) به نظر می‌رسد که به آن ملحق شده‌اند، تا تعداد ۴۲٬۳۶۰ تکمیل شود. علاوه بر این، ۷۳۳۷ خدمتکار و خدمتکار به آن پیوستند و جمعیت را به ۴۹۶۹۷ افزایش داد. آنها همچنین حیوانات کار خود را پرورش دادند: ۷۳۶ اسب (برای هر ۶۸ نفر یک اسب)، ۲۴۶ قاطر (به ازای هر ۲۰۲ نفر یک قاطر)، ۴۳۵ شتر (یک شتر در هر ۱۱۴ نفر) و ۶۷۲۰ خر (یک خر برای هر ۷ نفر).

### بازگشت عزرا
دومین مهاجرت توسط «عزرا» رهبری شد، با تلمود این که عزرا در بازگشت به سرزمین یهودا به تأخیر افتاد زیرا مجبور بود در کنار خاخام خود بماند. باروخ، شاگرد ارمیا و یکی از شخصیت‌های برجسته در میان یهودیان اسیر بود، اما برای سفر به سرزمین یهودا بسیار پیر و ضعیف بود.
عزرا با تأیید رسمی دولت هخامنشی و مجوز برای بیرون آوردن تمام پول‌های اهدایی یهودیان تبعیدی و مقامات دولتی به معبد مقدس و یهودیان ساکن یهودیه بازگشت. همچنین به او اجازه داده شد ظروف مقدس را به معبد اورشلیم منتقل کند و حکمی به خزانه داران دولت داده شد تا آنها را با پول، گندم، شراب و روغن اختصاص دهند. علاوه بر این، به همه کسانی که در معبد مقدس خدمت می‌کردند، کاهنان، لاویان و نتینیم‌ها از معافیت مالیاتی برخوردار شدند، و عزرا مجاز بود که قاضی‌ها را تعیین کند و شریعت خدا را به مردم یهودا تعلیم دهد، همچنین این اختیار را داشت که در صورت نیاز مجازات مصادره، تبعید یا اعدام را اعمال کند.

### بازگشت نحمیا
سومین هجرت به رهبری نحمیا انجام شد که برای بازسازی اورشلیم و تعمیر دیوارهای شهر، برای رفتن به یهودا مرخصی موقت خواست و درخواستش مورد موافقت پادشاه قرار گرفت. برای این منظور به وی اجازه قطع چوب داده شد و توسط ارتش اسکورت شد.
نحمیا به دلیل مشکلات اقتصادی که مردم یهودیه تحت آن بودند، در جریان تعمیر دیوارهای اورشلیم با بحران عمومی مواجه شد. نحمیا شکایات مردم یهود را شنید و از نجبا و مقامات یهودی به خاطر سوء استفاده از بحران برای به دست آوردن پول از یهودیان فقیر، به ویژه آنهایی که در معبد مقدس خدمت می‌کردند و از مالیات معاف بودند، عصبانی شد، در حالی که بقیه مردم یهود احساس بار اقتصادی مالیات‌های سنگین توسط دولت فارس. نحمیا جلسه علنی تشکیل داد و با اشراف یهودا به مبارزه پرداخت. او از آنها خواست که مزارع و خانه‌های خود را به فقرا بازگردانند و از وام‌های خود صرف نظر کنند و برای اینکه الگوی شخصی باشد، اولین کسی بود که از راه خود پیروی کرد و اعلام کرد که او و یاران نزدیکش از بدهی‌های خود خواهند گذشت. او موفق شد در این مورد از آنها اطمینان حاصل کند، اما به اطمینان آنها رضایت نداد و آنها را سوگند داد که به این قول عمل کنند. در روز بیست و پنجم ماه ایلول، ۵۲ روز پس از شروع کار، تمام دیوار تکمیل شد.